# 4
Il 4 (IV in numeri romani) è un anno  del I secolo.

## Eventi
- Augusto convoca Tiberio a Roma e lo nomina suo erede e futuro imperatore. Lo stesso Augusto adotta e nomina suo erede Agrippa Postumo.
- Tiberio adotta a sua volta Germanico come suo futuro erede. Compie inoltre una campagna militare per rafforzare il controllo sulle popolazioni germaniche.
- A Roma viene pubblicata la Lex Aelia Sentia, una legge contro la liberazione degli schiavi.
- Giulia maggiore, unica figlia naturale di Augusto, torna dall'esilio e si stabilisce a Rhegium (dove morirà di stenti nel 14).
- Sesto Elio Catone diventa console.
- Roma (rappresentata da Tiberio) firma un patto di non aggressione con la tribù dei Cherusci, rappresentata dal loro re Segimero. Arminio e Flavo, figli di Segimero, entrano a far parte dell'esercito romano come comandanti delle truppe ausiliarie.
- Marco Plauzio Silvano è nominato Proconsole d'Asia.
- Polianus Maradonius diventa arconte di Atene.
- Il re dei parti Fraate V e sua moglie, la regina Musa, vengono rimossi dal trono e trucidati. La corona viene offerta a Orode III di Partia (che governerà per soli due anni).
- Nicola di Damasco scrive il quattordicesimo volume della Storia del Mondo.
- L'imperatore Ping (della dinastia Han) sposa l'imperatrice Wang, figlia di Wang Mang. Grazie al matrimonio quest'ultimo otterrà sempre più influenza nella futura storia dell'impero cinese (che infatti ottiene il titolo di "duca superiore"[1]).
- Nicola di Damasco completa il quindicesimo volume della sua Storia del mondo.

## Nati
- Lucio Giunio Moderato Columella, scrittore romano († 70)
- Giulia Livia, nobildonna romana († 43)
- Paolo di Tarso, scrittore, teologo e santo romano

## Morti
- 21 febbraio - Gaio Cesare, politico e militare romano (n. 20 a.C.)
- Fraate V, sovrano
- Hyeokgeose di Silla, re coreano (n. 69 a.C.)
- Gaio Sulpicio Galba, politico romano (n. 38 a.C.)

## Calendario
| Calendario 4 | Calendario 4 | Calendario 4 | Calendario 4 | Calendario 4 | Calendario 4 | Calendario 4 | Calendario 4 | Calendario 4 | Calendario 4 | Calendario 4 | Calendario 4 | Calendario 4 | Calendario 4 | Calendario 4 | Calendario 4 | Calendario 4 | Calendario 4 | Calendario 4 | Calendario 4 | Calendario 4 | Calendario 4 | Calendario 4 | Calendario 4 | Calendario 4 | Calendario 4 | Calendario 4 | Calendario 4 | Calendario 4 | Calendario 4 | Calendario 4 | Calendario 4 | Calendario 4 |
| ------------ | ------------ | ------------ | ------------ | ------------ | ------------ | ------------ | ------------ | ------------ | ------------ | ------------ | ------------ | ------------ | ------------ | ------------ | ------------ | ------------ | ------------ | ------------ | ------------ | ------------ | ------------ | ------------ | ------------ | ------------ | ------------ | ------------ | ------------ | ------------ | ------------ | ------------ | ------------ | ------------ |
|              | 1            | 2            | 3            | 4            | 5            | 6            | 7            | 8            | 9            | 10           | 11           | 12           | 13           | 14           | 15           | 16           | 17           | 18           | 19           | 20           | 21           | 22           | 23           | 24           | 25           | 26           | 27           | 28           | 29           | 30           | 31           |              |
| Gennaio      | Ma           | Me           | Gi           | Ve           | Sa           | Do           | Lu           | Ma           | Me           | Gi           | Ve           | Sa           | Do           | Lu           | Ma           | Me           | Gi           | Ve           | Sa           | Do           | Lu           | Ma           | Me           | Gi           | Ve           | Sa           | Do           | Lu           | Ma           | Me           | Gi           |              |
| Febbraio     | Ve           | Sa           | Do           | Lu           | Ma           | Me           | Gi           | Ve           | Sa           | Do           | Lu           | Ma           | Me           | Gi           | Ve           | Sa           | Do           | Lu           | Ma           | Me           | Gi           | Ve           | Sa           | Do           | Lu           | Ma           | Me           | Gi           |              |              |              |              |
| Marzo        | Sa           | Do           | Lu           | Ma           | Me           | Gi           | Ve           | Sa           | Do           | Lu           | Ma           | Me           | Gi           | Ve           | Sa           | Do           | Lu           | Ma           | Me           | Gi           | Ve           | Sa           | Do           | Lu           | Ma           | Me           | Gi           | Ve           | Sa           | Do           | Lu           |              |
| Aprile       | Ma           | Me           | Gi           | Ve           | Sa           | Do           | Lu           | Ma           | Me           | Gi           | Ve           | Sa           | Do           | Lu           | Ma           | Me           | Gi           | Ve           | Sa           | Do           | Lu           | Ma           | Me           | Gi           | Ve           | Sa           | Do           | Lu           | Ma           | Me           |              |              |
| Maggio       | Gi           | Ve           | Sa           | Do           | Lu           | Ma           | Me           | Gi           | Ve           | Sa           | Do           | Lu           | Ma           | Me           | Gi           | Ve           | Sa           | Do           | Lu           | Ma           | Me           | Gi           | Ve           | Sa           | Do           | Lu           | Ma           | Me           | Gi           | Ve           | Sa           |              |
| Giugno       | Do           | Lu           | Ma           | Me           | Gi           | Ve           | Sa           | Do           | Lu           | Ma           | Me           | Gi           | Ve           | Sa           | Do           | Lu           | Ma           | Me           | Gi           | Ve           | Sa           | Do           | Lu           | Ma           | Me           | Gi           | Ve           | Sa           | Do           | Lu           |              |              |
| Luglio       | Ma           | Me           | Gi           | Ve           | Sa           | Do           | Lu           | Ma           | Me           | Gi           | Ve           | Sa           | Do           | Lu           | Ma           | Me           | Gi           | Ve           | Sa           | Do           | Lu           | Ma           | Me           | Gi           | Ve           | Sa           | Do           | Lu           | Ma           | Me           | Gi           |              |
| Agosto       | Ve           | Sa           | Do           | Lu           | Ma           | Me           | Gi           | Ve           | Sa           | Do           | Lu           | Ma           | Me           | Gi           | Ve           | Sa           | Do           | Lu           | Ma           | Me           | Gi           | Ve           | Sa           | Do           | Lu           | Ma           | Me           | Gi           | Ve           | Sa           | Do           |              |
| Settembre    | Lu           | Ma           | Me           | Gi           | Ve           | Sa           | Do           | Lu           | Ma           | Me           | Gi           | Ve           | Sa           | Do           | Lu           | Ma           | Me           | Gi           | Ve           | Sa           | Do           | Lu           | Ma           | Me           | Gi           | Ve           | Sa           | Do           | Lu           | Ma           |              |              |
| Ottobre      | Me           | Gi           | Ve           | Sa           | Do           | Lu           | Ma           | Me           | Gi           | Ve           | Sa           | Do           | Lu           | Ma           | Me           | Gi           | Ve           | Sa           | Do           | Lu           | Ma           | Me           | Gi           | Ve           | Sa           | Do           | Lu           | Ma           | Me           | Gi           | Ve           |              |
| Novembre     | Sa           | Do           | Lu           | Ma           | Me           | Gi           | Ve           | Sa           | Do           | Lu           | Ma           | Me           | Gi           | Ve           | Sa           | Do           | Lu           | Ma           | Me           | Gi           | Ve           | Sa           | Do           | Lu           | Ma           | Me           | Gi           | Ve           | Sa           | Do           |              |              |
| Dicembre     | Lu           | Ma           | Me           | Gi           | Ve           | Sa           | Do           | Lu           | Ma           | Me           | Gi           | Ve           | Sa           | Do           | Lu           | Ma           | Me           | Gi           | Ve           | Sa           | Do           | Lu           | Ma           | Me           | Gi           | Ve           | Sa           | Do           | Lu           | Ma           | Me           |              |